# FunPlus
FunPlus es un desarrollador y editor de videojuegos con sede en Suiza y operaciones en China, Singapur y España. La empresa ha desarrollado los siguientes juegos para móviles: State of Survival, King of Avalon, Guns of Glory y Call of Antia.
El director ejecutivo de la empresa es Andy Zhong y su director tecnológico es Yitao Guan.

## Historia
FunPlus fue fundada en 2010 por Andy Zhong y Yitao Guan en Silicon Valley como Halfquest, centrándose en el desarrollo de juegos web en Silicon Valley y Beijing. En Beijing, la empresa creó el estudio de juegos DianDian Interactive, que se convirtió en la división de juegos estilo casual de la empresa. En octubre de 2010, la empresa lanzó su primer videojuego web, Family Farm, en la red social alemana VZ. En junio de 2011, el juego apareció en Facebook.
En 2012, la empresa se trasladó a Beijing y pasó a llamarse FunPlus ese mismo año. Además FunPlus lanzó su primer juego para móvil, Family Farm Seaside, así como un segundo juego web, Royal Story.
En 2014 se lanzó un tercer juego web, Happy Acres.
Ese mismo año, la empresa fundó un estudio de videojuegos de estrategia para móviles, KingsGroup, en Beijing.
KingsGroup lanzó su primer videojuego de estrategia móvil, King of Avalon, en 2016. Ese mismo año, FunPlus vendió su estudio DianDian Interactive a Century Group, una empresa que cotiza en la bolsa de Shenzhen, por mil millones de dólares, tras lo cual el estudio de juegos pasó a llamarse Century Game. Después de la venta del estudio DianDian, FunPlus se centró en invertir en otros estudios de juegos a nivel mundial, así como en desarrollar juegos de estrategia, deportes electrónicos, retransmisiones en directo y plataformas de publicación de juegos.
En 2017, KingsGroup lanzó su segundo juego de estrategia para móvil, Guns of Glory. En 2018, FunPlus comenzó a aumentar su presencia de estudio internacional con un nuevo estudio informal en Beijing llamado Puzala, así como dos nuevos estudios de desarrollo móvil en Moscú y Shanghai.
En 2019, KingsGroup lanzó un juego de estrategia móvil autoeditado State of Survival. Desde entonces, el juego ha logrado más de 100 millones de descargas. FunPlus continuó su crecimiento internacional con nuevos estudios en Estocolmo y Tokio, y una oficina editorial en Barcelona.
En 2020, se inauguró el estudio de la empresa en Guangzhou. En diciembre de 2020, FunPlus abrió su sede corporativa global en Suiza.
En 2021, FunPlus colaboró con AMC para introducir una colaboración de The Walking Dead a State of Survival. 
En abril de 2021, FunPlus adquirió Imagendary Studios. 
En diciembre de ese mismo año, FunPlus colaboró con DC para introducir una colaboración del Joker a State of Survival.
En enero de 2022, FunPlus lanzó el juego de rol de 3 en línea llamado Call of Antia.
En marzo de 2022, FunPlus anunció una asociación con Orlando Bloom para llevar su personaje al título de estrategia móvil, King of Avalon.

## Juegos

### State of Survival
State of Survival es un juego de estrategia multijugador para móviles ambientado en un mundo posapocalíptico. Los jugadores se unen al juego como supervivientes cuyo objetivo es desarrollar y proteger su asentamiento, rescatar a otros supervivientes, entrenar a sus tropas y comprender mejor la enfermedad que asola el mundo. Los jugadores luchan contra zombis y otros supervivientes reclutando héroes y forjando alianzas para reconstruir la civilización. En 2020, el juego ganó el premio al «Mejor juego de simulación» en los premios Best of Galaxy Store Awards 2020 de Samsung.

### King of Avalon
King of Avalon: Dragon Warfare es un juego de estrategia de fantasía de temática medieval que se desarrolla en la era artúrica, lanzado en 2016. Es similar tanto en temática como en jugabilidad a Game of War: Fire Age. A mediados de abril de 2019, el valor total de los ingresos aumentó a más de 721 millones de dólares, llegando a duplicarse en solo ocho meses.

### Guns of Glory
Guns of Glory es un juego de estrategia con temática renacentista/retrofuturista similar a King of Avalon, lanzado en septiembre de 2017. En abril de 2019, los ingresos totales superaban los 510 millones de dólares. En su sinopsis, el jugador es un prisionero encerrado en lo más profundo de la prisión de la Bastilla. Oculto además tras una máscara de hierro cerrada con candado. El jugador debe huir y sobrevivir con la ayuda de su propio ejército personal.

### Call of Antia
Call of Antia es un juego de rol de 3 en línea lanzado en enero de 2022. Los jugadores construyen su propia comarca para salvar su mundo. También tienen que reclutar a más de 50 héroes para derrotar a la Legión Oscura.

### Stormshot
Stormshot es una combinación de minijuegos de niveles de puzles, estrategia y construcción básica. Con varios millones de descargas en su haber, el título de FunPlus presenta más de 300 niveles únicos que se resuelven disparando objetivos en ángulos precisos para superar los diversos desafíos.

### Otros juegos
Z Day: Hearts of Heroes, un juego de estrategia posapocalíptico, basado en King of Avalon.

## Deportes electrónicos
FunPlus tiene una división de deportes electrónicos llamada FunPlus Esports que patrocina varios equipos y ligas de deportes electrónicos en todo el mundo. En 2017, FunPlus Esports fundó FunPlus Phoenix, una organización profesional de deportes electrónicos con un equipo de League of Legends que compite en la liga principal de China (la LPL) y opera la Pacific Championship Series. Durante su ejecución de mediados de 2018 hasta 2019, el League of Legends SEA Tour fue operado por FunPlus Esports. 
En 2018, FunPlus Esports, en asociación con el desarrollador chino de videojuegos en línea NetEase, lanzó la primera liga profesional de combate en timpo real del mundo, «Rules of Survival Global Series».
En 2019, FunPlus Phoenix ganó el Campeonato Mundial de League Of Legends con una victoria de 3-0 contra G2 Esports.
En agosto de 2021, el jugador central de FunPlus Phoenix, Doinb, obtuvo el premio al Jugador más valioso (MVP) de la League of Legends Pro League para el split de verano de 2021.
En 2022, FunPlus Phoenix gana la liga china Wild Rift.

## Empresas
En 2012, FunPlus recibió financiación por valor de 13 millones de dólares en la ronda Serie A de varios inversores de Silicon Valley. En la Serie B, la financiación total recaudada por la empresa fue de 87 millones de dólares. Entre otras empresas, la inversión se destinó al desarrollo del estudio de juegos DianDian Interactive.
En 2014, FunPlus recaudó 74 millones de dólares en una ronda de financiación de serie B liderada por Orchid Asia Group, GSR Ventures y Steamboat Ventures. 
Desde 2014, la empresa ha invertido en otros estudios de juegos y proyectos relacionados con juegos a nivel mundial.
En 2016, la empresa inició un fondo de 50 millones de dólares para invertir en nuevas empresas de juegos. La primera inversión que hizo FunPlus fue en Sirvo Studios.
En julio de 2016, FunPlus invirtió una cantidad no revelada en el desarrollador de juegos móviles de Singapur XII Braves.
En junio de 2021, FunPlus se convirtió en uno de los inversores en la financiación inicial de Drop Fake, que recaudó 9 millones de dólares. En julio de 2021, FunPlus lideró una ronda de financiación de Serie B para Singularity 6. El estudio ha recaudado 30 millones de dólares. Ese mismo año, FunPlus participó en la ronda de financiación inicial de Gardens Studio, en la que recaudó 4,5 millones de dólares.
En 2022, FunPlus invirtió en Conchship Games con una participación del 25 %.